# Protaphis chondrillae
Protaphis chondrillae är en insektsart. Protaphis chondrillae ingår i släktet Protaphis och familjen långrörsbladlöss. Inga underarter finns listade i Catalogue of Life.